# Institut des études supérieures en sciences fondamentales
L’Institut des études supérieures en sciences fondamentales (persan : دانشگاه تحصیلات تکمیلی علوم پایه زنجان) est un établissement d’enseignement supérieur, située à Zandjan au Nord-Ouest de l’Iran. Elle présente des enseignements dans les domaines majeurs des sciences fondamentales et appliquées. Membre de l'Agence universitaire de la Francophonie, l'institut accorda plusieurs conventions de collaborations avec des universités françaises.